# Golpayegan
Golpayegan este un oraș din Iran.